# Gunhed (película)
GUNHED (ガンヘッド, Ganheddo) es una película japonesa de ciencia ficción y acción mecha tokusatsu de 1989 dirigida por Masato Harada.

## Trama
A principios de la década de 2030, un nuevo material llamado Texmexium (más poderoso que la energía nuclear) permitió que el mundo fuera controlado por una nueva generación de supercomputadoras. Por temor a hacer un mal uso del Texmexium, estaba resguardado dentro de instalaciones hipernucleares que alimentaban a todas las ciudades importantes. Al mismo tiempo ocurría el agotamiento mundial de las materias primas necesarias para crear nuevas computadoras todopoderosas; Los plásticos conductores y los chips de computadora han superado el valor del oro y han dado lugar a carroñeros de tecnología que buscan fortuna adquiriendo y vendiendo piezas de computadora a pesar de los peligros extremos. Durante el año 2005, Cybortech Company construyó una de las instalaciones de desarrollo de robótica más avanzadas en una pequeña isla asiática llamada simplemente 8JO. Controlada por un sistema de IA muy avanzado, Kyron-5, la IA gobernó la isla de forma autónoma durante 20 años hasta que se dio cuenta de que la humanidad no era necesaria y comenzó a usar sus propias tecnologías para rebelarse contra la humanidad; Comenzó la gran guerra de los robots. Para sofocar la insurrección de Kyron-5, las potencias aliadas enviaron un batallón GUNHED en un intento de detener a Kyron-5; sin embargo, estaba siendo protegido por un poderoso guardián, Aerobot. El batallón fue derrotado y todos sus restos fueron arrojados a un desguace. El conflicto nunca tuvo un vencedor claro, pero los aliados mundiales optaron por dejar en paz a 8JO, serían 13 años después para que alguien descubriera la supervivencia de Kyron-5 y sus verdaderas intenciones.

### Eventos principales
Ahora estamos en el año 2038, la tripulación carroñera del Mary Ann se ha infiltrado en 8JO y comienza su misión de recolectar chips de computadora. El Capitán Bansho, Brooklyn, Babe, Barrabás y Bombbay se infiltran en las cubiertas inferiores mientras Boomerang y Boxer monitorean las cosas cerca del Mary Ann . En poco tiempo, Boxer y Boomerang son asesinados por las defensas automatizadas en la plataforma de aterrizaje. A medida que el equipo de infiltración se adentra más en Kyron-5, las defensas matan a Bansho y Barrabás dentro del ascensor. Brooklyn, Babe y Bombbay logran sobrevivir al asalto y se topan con un Texas Air Ranger herido, el sargento. Nim. Nim estaba en una misión con su compañero para cazar un Bio-Droid que robó un frasco de Texmexium para Kyron-5, pero su helicóptero fue destruido y su compañero murió en acción. La propia Nim resultó herida y Brooklyn la ayudó. Los cuatro viajaron juntos por seguridad, pero Bombbay pronto es asesinado por el droide que Nim estaba cazando. El trío superviviente llegó a la sala central de Kyron-5, donde encontraron un frasco de Texmexium; el Bio-Droid quería recuperarlo. Mientras lucha por el Texmexium, Babe cae en una tina de productos químicos junto con el droide. Brooklyn y Nim la creen muerta, pero en realidad de alguna manera se fusionó con el droide como una única entidad en conflicto. Como los dos únicos supervivientes, Brooklyn quiere quedarse con el Texmexium porque le costó a sus camaradas, pero Nim lo quiere para completar su misión; Ambos objetivos deben suspenderse cuando se encuentran con Aerobot.
Los dos sobrevivieron a su encuentro con Aerobot escapando por un conducto profundo, para ser descubiertos por los únicos hijos supervivientes de los custodios humanos originales de Kyron-5, Seven (hermano menor) y Eleven (hermana mayor muda). Juntos, formularon un plan para regresar a la plataforma de aterrizaje de Kyron-5 y escapar con el Mary Ann, pero su situación se ve obstaculizada tanto por Kyron-5 como por el Bio-Droid que los persigue. Sin embargo, fue por casualidad, en el cementerio de robots, que Brooklyn encontró los restos de un GUNHED ( G un UN it of H eavy E liminate D evice).
Usando sus habilidades técnicas, Brooklyn volvió a poner en línea a GUNHED y fue a través de GUNHED que la tripulación se enteró de que Kyron-5 solo dejó de entrar en conflicto con la humanidad hace 13 años para esperar a que completaran el desarrollo de Texmexium para sus planes de dominación global. A pesar de enterarse de la amenaza que podría representar para la humanidad, Nim se centró únicamente en su misión y en abandonar las instalaciones. Nim y Eleven se fueron juntos a la sala central de Kyron-5, mientras que Seven se quedó con Brooklyn para completar las reparaciones de GUNHED y lo usó para escapar de Kyron-5. Brooklyn tiene inquietudes personales sobre el pilotaje, pero tuvo que superarlas para sobrevivir. Fue durante su permiso que el droide la encontró y retomó el Texmexium para ayudar en el plan de Kyron-5.
Con la ayuda de GUNHED, Brooklyn puede eliminar los diversos obstáculos y defensas mortales de Kyron-5. Sin embargo, Aerobot sigue prófugo. Brooklyn pelea con GUNHED para derrotar a Aerobot, pero la unidad derrota a GUNHED. Brooklyn escapa del tanque y prepara una parte de su arma funcional para disparar manualmente a Aerobot, con lo que finalmente logra destruir a Aerobot de una vez por todas. En el medio, Nim se dio cuenta de que Eleven era parte del plan de Kyron-5, ya que en realidad había insertado un código de activación especial dentro de ella (la fuente de su silencio); ella ayudaría incontrolablemente a Kyron-5 a ejecutar sus planes, sin embargo, Nim intervino y le impidió ejecutar el código. El Bio-Droid regresa para detener a todos, pero Babe se da cuenta de que no puede escapar de estar atrapada dentro y decide detonar una granada dentro del cuerpo del droide para ayudar a los cuatro a escapar; Tanto el droide como Babe son destruidos. Los planes de Kyron-5 han fracasado y ahora activa la secuencia de autodestrucción para detonar 8JO. Originalmente solo tenía 10 segundos, el GUNHED destrozado activa sus propulsores para embestir a Kyron-5 y darles la oportunidad de escapar en 15 minutos. Con el tiempo justo para escapar, los cuatro escapan a bordo del Mary Ann y se van volando. Mientras se aleja, GUNHED transmite su mensaje final a Brooklyn: el batallón GUNHED ha completado su misión.

## Elenco
- Masahiro Takashima como Brooklyn
- Brenda Bakke como sargento Nim, Texas Air Ranger
- Aya Enjōji como Bebe
- Eugene Harada como siete
- Kaori Mizushima como Once
- Brewster Thompson como Barrabás James
- Muñeca Nguyen como Boomerang
- Jay Kabira como Bombbay
- Randy Reyes como Gunhed (Voz)
- Mickey Curtis como Bansho, el capitán del Mary Ann.
- ja como boxeador
- Michael Yancy como narrador

## Realización
Gunhed se estrenó en cines el 22 de julio de 1989 en Japón, donde fue distribuido por Toho .  En Filipinas, la película se estrenó como Killer Tank el 17 de diciembre de 1992.  Fue lanzado en el Reino Unido en 1994.  Gunhed fue estrenado en los Estados Unidos por ADV Films en formato doblado y subtitulado en inglés el 30 de noviembre de 2004. 

## Recepción
En una reseña contemporánea, Derek Elley escribió en Variety que la película era "un derivado de películas de Ridley Scott y James Cameron " y describió a Gunhed como "tonto" y criticó los "diálogos cursis", los "f/x poco llamativos" y "un pop suave". -banda sonora de sintetizador" y destacó el "buen trabajo de modelo".  Elley concluyó que en Gunhed, "las cosas mejoran en la última media hora, lo que eventualmente entrega la acción sin generar grandes sorpresas".   A partir de reseñas retrospectivas, Donald C. Willis escribió sobre la película en su libro Horror and Science Fiction Film IV, especificando que Gunhed era una "exuberante acción y efectos espectaculares" con "un ritmo de efecto de un segundo y un Alien perdido en -La tecnología se siente en su interacción humana."  La guía de películas Time Out se refirió a la película como " tontería impenetrable (al menos en la versión en inglés)". 

## Juegos de vídeo
Existen dos videojuegos basados en Gunhed :
- Blazing Lazers ( Gunhed ), lanzado para PC Engine (TurboGrafx-16) en 1989.
- Gunhed: The New Battle, lanzado para Famicom (Nintendo Entertainment System) en 1990.
- Gunhed y Brooklyn aparecieron como contenido descargable en Super Robot Wars X-Ω, la entrega para iOS y Android de 2015 de la franquicia de juegos de rol tácticos Mecha de Bandai Namco Entertainment, Super Robot Wars .